# Альварес де Толедо, Фернандо
Фернандо Альварес де Толедо и Сармьенто (исп. Fernando Álvarez de Toledo y Sarmiento; 1390 — 21 апреля 1460) — испанский дворянин, 4-й сеньор Вальдекорнеха и 2-й сеньор Альба-де-Тормес, 1-й граф Альба-де-Тормес (1439—1460).

## Биография
Сын Гарсии Альвареса де Толедо и Айяла (ум. 1384), 2-го сеньора Вальдекорнеха (1370-1384), и Констанцы Сармьенто.
8 декабря 1429 года он получил во владение от короля Кастилии Хуана II город Сальватьерра-де-Тормес. Кроме того, Фернано унаследовал от своего бездетного дяди, архиепископа толедского Гуттиере Альвареса де Толедо, титул сеньора Альба-де-Тормес.
В 1424 году кастильский король Хуан II назначил Фернандо Альвареса де Толедо владельцем города Альба-де-Тормес. В 1439 году сеньория Альба-де-Тормес была возведена королём Кастилии в ранг графства. При поддержке коннетабля Кастилии Альваро де Луна Фернандо Альварес де Толедо стал первым графом Альба-де-Тормес. Этот титул стал первым наследственным титулом в королевстве Кастилия.
Фернандо Альварес де Толедо был владельцев имений Фуэнтегинальдо, Сальватьерра, Кориа, Уэскар Гранадилла, Абадиа, Кастронуэво, Пьедраита, Эль-Барко, Ла-Оркахада, Эль-Мирон. Владение этими поместьями давало ему контроль над важной пограничной территорией, которая простиралась от границы с Португалией и Северной Эстремадуре до гор Сьерра-де-Гредоса. Фернандо Альваресе де Толедо принадлежало 1136,36 квадратных километров в провинции Авила.
Позднее у графа Фернандо де Альба возникли разногласия с королём, который в 1448 году конфисковал его замок и город Альба-де-Тормес. Сам граф был заключен в тюрьму на шесть лет. 21 апреля 1460 года Фернандо Альварес де Толедо скончался в Кордове.

## Семья и дети
Он женился на Паломеке Менсии Каррильо, сеньоры Берсимуэль и Нахариллос, дочери Педро Каррильо де Толедо, сеньора Боланьоса, и Эльвиры Паломеке. Их дети:
- Гарсия Альварес де Толедо и Каррильо де Толедо (ок. 1424—1488), 5-й сеньор Вальдекорнеха и 2-й граф Альба-де-Тормес (1460), 1-й герцог Альба (1472—1488)
- Педро Альварес де Толедо
- Майор де Толедо, жена Фернандо Альвареса де Толедо-и-Эррера, 4-го сеньора Оропеса